# Primer ministro de Tuvalu
El primer ministro de Tuvalu es el jefe de Gobierno y por lo tanto ostenta el poder ejecutivo del mencionado país. 
De acuerdo con la Constitución de Tuvalu, el primer ministro debe ser siempre un miembro del Parlamento, y es elegido por el Parlamento en una votación secreta. Debido a que no hay partidos políticos en Tuvalu, cualquier miembro del parlamento puede ser nominado para el cargo. Tras la votación parlamentaria, el gobernador general de Tuvalu (en calidad de representante del jefe de Estado) es responsable de jurar como primer ministro a la persona que goza de la confianza de la mayoría de los miembros del Parlamento.

## Contexto
La oficina del primer ministro se estableció cuando Tuvalu obtuvo la independencia en 1978, aunque el puesto es a veces considerado como una continuación de la anterior oficina del Ministro Jefe, que fue creado en 1975. El primer ministro también sirve como la ministro de Asuntos Exteriores de Tuvalu. Si el primer ministro muere, como ha ocurrido en una ocasión, el vice primer ministro se convierte en primer ministro hasta que uno nuevo es elegido por el Parlamento. El primer ministro puede perder su cargo por dimisión, siendo derrotado en un voto de no confianza por el Parlamento, o perder su escaño en una elección parlamentaria. Varios ex primeros ministros se han convertido en los gobernadores generales de Tuvalu.

## Lista de Primeros ministros desde (1978-2024)
|    | Nombre                         | Tomó el cargo            | Dejó el cargo            |
| 1  | Toaripi Lauti                  | 1 de octubre de 1978     | 8 de septiembre de 1981  |
| 2  | Tomasi Puapua                  | 8 de septiembre de 1981  | 16 de octubre de 1989    |
| 3  | Bikenibeu Paeniu, 1.er periodo | 16 de octubre de 1989    | 10 de diciembre de 1993  |
| 4  | Kamuta Latasi                  | 10 de diciembre de 1993  | 24 de diciembre de 1996  |
|    | Bikenibeu Paeniu, 2.º periodo  | 24 de diciembre de 1996  | 27 de abril de 1999      |
| 5  | Ionatana Ionatana              | 27 de abril de 1999      | 8 de diciembre de 2000   |
|    | Lagitupu Tuilimu (interino)    | 8 de diciembre de 2000   | 24 de febrero de 2001    |
| 6  | Faimalaga Luka                 | 24 de febrero de 2001    | 14 de diciembre de 2001  |
| 7  | Koloa Talake                   | 14 de diciembre de 2001  | 2 de agosto de 2002      |
| 8  | Saufatu Sopoanga               | 2 de agosto de 2002      | 27 de agosto de 2004     |
| 9  | Maatia Toafa, 1.er periodo     | 27 de agosto de 2004     | 14 de agosto de 2006     |
| 10 | Apisai Ielemia                 | 14 de agosto de 2006     | 29 de septiembre de 2010 |
|    | Maatia Toafa, 2.º periodo      | 29 de septiembre de 2010 | 24 de diciembre de 2010  |
| 11 | Willy Telavi                   | 24 de diciembre de 2010  | 1 de agosto de 2013      |
| 12 | Enele Sopoaga                  | 1 de agosto de 2013      | 19 de septiembre de 2019 |
| 13 | Kausea Natano                  | 19 de septiembre de 2019 | 26 de febrero de 2024    |
| 14 | Feleti Teo                     | 26 de febrero de 2024    | Presente                 |

- Datos: Q592866